# Ураловка
Ура́ловка — село в Шимановском районе Амурской области, Россия.
Административный центр Ураловского сельсовета.

## География
Село Ураловка стоит на левом берегу реки Зея, примерно в двух километрах выше села Кухтерин Луг.
Село Ураловка расположено к северо-востоку от Шимановска.
Автомобильная дорога к селу Ураловка идёт от села Базисное (расположено на федеральной трассе Чита — Хабаровск) через село Кухтерин Луг.
Расстояние до села Базисное — около 62 км, расстояние до районного центра города Шимановск — около 76 км.
От села Ураловка вверх по левому берегу Зеи (на север) идёт автодорога к заброшенному посёлку Аяк.

## История
Село основано в 1912 г. переселенцами с Екатеринбургской губернии на Урале, отсюда и название села.

## Топонимика
Название вероятно дано по гористой местности, где расположено село, напоминающие Уральские горы. В России Урал — невысокая вытянутая возвышенность; пригорок; холм; вершина; гребень; лесистая возвышенность; каменная гора; скала; высокие горы.

## Население
| 2002 | 2010 | 2012 | 2013 | 2014 | 2015 | 2016 |
| ---- | ---- | ---- | ---- | ---- | ---- | ---- |
| 388  | ↘263 | →263 | ↘252 | ↘236 | ↘223 | ↘207 |
| 2017 | 2018 |      |      |      |      |      |
| ↘202 | ↘199 |      |      |      |      |      |